# Loperhet
Loperhet è un comune francese di 3 705 abitanti situato nel dipartimento del Finistère nella regione della Bretagna.

## Società

### Evoluzione demografica
Abitanti censiti